# Roger Vandooren
Roger Vandooren, né le 27 avril 1923 à Choisy-le-Roi (Val-de-Marne) et mort le 31 mars 1998 à Carpentras, est un football international français qui évoluait au poste d'ailier droit.
Attaquant, il débute au Lille OSC où il remporte de nombreux titres, avant de jouer pour différents clubs français. Il compte quatre sélections en équipe de France. Il est de 1957 à 1965 l'entraîneur de l'Olympique avignonnais.

## Biographie
Dans ses premières années, alors qu'il est joueur du Lille OSC, il remporte le championnat de France en 1946 et la Coupe de France en 1946, 1947 et 1948. Il en est aussi finaliste en 1945 et 1949. Il joue les cinq finales consécutives, marque deux buts lors de la finale de 1946, un autre en 1947, dès la 29e seconde du match (le but le plus rapide jamais marqué en finale de Coupe de France), et un quatrième en 1948.
Il compte quatre sélections en équipe de France, en juin 1949 (victoire contre la Suisse, 4-2), octobre 1949 (deux matchs nuls contre la Yougoslavie, 1-1) et février 1951 (une victoire contre la Yougoslavie, 2-1). 
De 1950 à 1957, il connaît sept clubs différents, en D1 ou en D2 (dont il remporte le championnat en 1952 avec le Stade français). 
En 1957 il s'installe à Avignon et devient entraîneur-joueur, puis entraîneur à plein-temps, à l'Olympique avignonnais, qu'il fait monter de Division d'honneur en Championnat de France amateur en 1963.
Dans les décennies suivantes, il entraîne plusieurs clubs de villages vauclusiens.

## Statistiques
Passé par le SC Choisy-Le-Roi et sélectionné dans l'équipe fédérale Paris - Île-de-France en 1943-1944, Roger Vandooren commence sa carrière professionnelle en janvier 1945 au Lille OSC,.
| Saison                | Club                   | Championnat           | Championnat | Championnat | Coupe(s) nationale(s) | Coupe(s) nationale(s) | Total | Total |
| Saison                | Club                   | Division              | M.          | B.          | M.                    | B.                    | M.    | B.    |
| 1944-1945             | Lille OSC              | D1-Nord               |             |             | 5                     | 2                     | 5     | 2     |
| 1945-1946             | Lille OSC              | D1                    | 12          | 3           | 2                     | 4                     | 14    | 7     |
| 1946-1947             | Lille OSC              | D1                    | 32          | 11          | 6                     | 5                     | 38    | 16    |
| 1947-1948             | Lille OSC              | D1                    | 34          | 11          | 7                     | 4                     | 41    | 15    |
| 1948-1949             | Lille OSC              | D1                    | 28          | 12          | 7                     | 2                     | 35    | 14    |
| 1949-1950             | Lille OSC              | D1                    | 30          | 11          | 4                     | 3                     | 34    | 14    |
| 1950-1951             | CO Roubaix-Tourcoing   | D1                    | 25          | 6           | 1                     | 0                     | 26    | 6     |
| 1951-1952             | Stade français         | D2                    | 33          | 14          | 6                     | 2                     | 39    | 16    |
| 1952-1953             | Stade français         | D1                    | 31          | 12          | 6                     | 3                     | 37    | 15    |
| 1953-1954             | Angers SCO             | D2                    | 17          | 7           | -                     | -                     | 17    | 7     |
| 1953-1954             | AS Monaco              | D1                    | 16          | 2           | 3                     | 0                     | 19    | 2     |
| 1954-1955             | Olympique de Marseille | D1                    | 26          | 3           | 2                     | 0                     | 28    | 3     |
| 1955-1956             | Le Havre AC            | D2                    | 31          | 3           | 3                     | 1                     | 34    | 4     |
| 1956-1957             | Red Star Olympique     | D2                    | 32          | 1           | 2                     | 0                     | 34    | 1     |
| 1957-1958             | Olympique avignonnais  | DH                    |             |             | -                     | -                     | 0     | 0     |
| 1958-1959             | Olympique avignonnais  | DH                    |             |             | 2                     | 0                     | 2     | 0     |
| Total sur la carrière | Total sur la carrière  | Total sur la carrière | 347         | 96          | 56                    | 26                    | 403   | 122   |

## Palmarès
- Champion de France en 1946 (avec le Lille OSC)
- Vainqueur de la Coupe de France 1946, 1947 et 1948 (avec le Lille OSC)
- Finaliste de la Coupe de France 1945 et 1949 (avec le Lille OSC)
- Champion de France de Division 2 en 1952 (avec le Stade français)